# إبراهيم تشولاك
إبراهيم شولاك (مواليد 7 يناير 1995 ) هو لاعب جمباز فني تركي مثّل دولته في المسابقات الدولية.
في دورة ألعاب البحر الأبيض المتوسط 2013 التي أقيمت في مرسينفي تركيا، فاز تشولاك بالميدالية الفضية، وهي أول ميدالية لبلاده في ألعاب البحر الأبيض المتوسط. شارك في بطولات العالم، بما في ذلك بطولة العالم للجمباز الفني 2014 التي أقيمت في ناننينغ في الصين. حصل على الميدالية البرونزية في منافسة جهاز الحلق في دورة الألعاب الأوروبية 2015 التي أقيمت في باكو عاصمة أذربيجان. حصل تشولاك على الميدالية الفضية في منافسة حصان الحلق في بطولة أوروبا 2018 التي أقيمت في غلاسكو في اسكتلندا. كما حصل على الميدالية الذهبية في ألعاب البحر الأبيض المتوسط 2018 التي أقيمت في تاراغونا بإسبانيا. في بطولة العالم للجمباز الفني 2019 التي أقيمت في شتوتغارت بألمانيا، فاز بالميدالية الذهبية في حصان الحلق، وهي أول ذهبية وأول ميدالية لتركيا في بطولة العالم. كما شارك في دورة الألعاب الأولمبية الصيفية 2020 التي أقيمت في طوكيو 2020.